# Oranjezicht
Oranjezicht (Veduta sull'Orange in olandese) è un quartiere residenziale di Città del Capo in Sudafrica, sorto laddove era la vecchia fattoria di Oranjezicht. Situato all'interno del City Bowl, è prossimo ai vicini quartieri di Vredehoek e dei Gardens.

## Storia
Nel 1708 Nicolaus Laubscher (1651-1721), un europeo originario del cantone di Friburgo in Svizzera emigrato nella colonia del Capo negli anni 1670, acquista dei terreni ed una residenza sulle pendici della Table Mountain. Battezza dunque la sua proprietà col nome di Oranjezicht, per via della vista che di là si godeva sull'Orange, il bastione del forte di Buona Speranza. In seguito alla sua morte, la proprietà è acquisita da Pieter van Breda (1696-1759), immigrato a Città del Capo nel 1719 dalle Province Unite. Nei successivi due secoli, Oranjezicht resta di proprietà della famiglia van Breda e designa pertanto la fattoria e i suoi terreni.

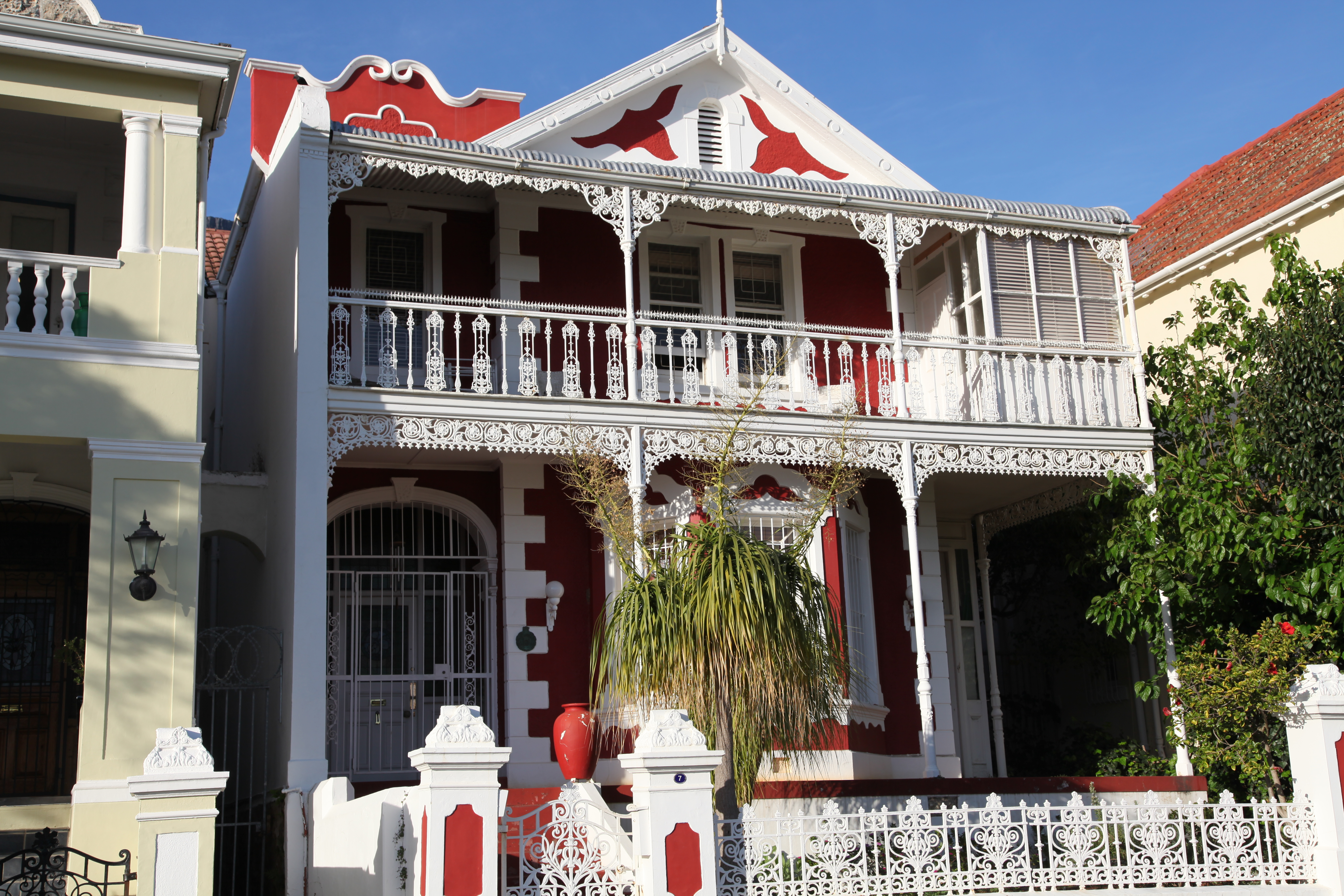
Villa coloniale su Belvedere Avenue a Oranjezicht

Nel 1877 la Municipalità di Città del Capo compra parte della proprietà per costruirvi lo sbarramento di Molteno col fine di fornire alla città una riserva d'acqua, in questo caso proveniente dalle sorgenti ai piedi della Table Mountain. In origine lo sbarramento è situato ben al di fuori dell'area urbana di Città del Capo ma ben presto, con l'espansione della città, si ritrova immerso in essa fino ad essere, al giorno d'oggi, completamente circondato dal quartiere di Oranjezicht.
Progressivamente, la proprietà dei van Breda viene separata nel corso delle generazioni. La fattoria originaria finisce così coll'essere privata del proprio accesso gratuito all'acqua, costringendo i proprietari a pagare le imposte richieste. Nel 1947 il consiglio municipale entra in possesso della fattoria, ultima reliquia dei domini dei van Breda, con l'intenzione di trasformarla in un museo che nei fatti non vedrà mai la luce. Dopo essere stata per un certo periodo la residenza del capo dell'orchestra municipale di Città del Capo, l'abitazione è infine demolita nel 1955 per essere rimpiazzata da un circolo sportivo e da dei campi da golf, mentre il suo terreno aveva già da tempo lasciato spazio ad un agiato quartiere residenziale.

## Società
Secondo il censimento del 2011, il quartiere conta 3 580 residenti, principalmente appartenenti alla comunità bianca (74,55%). I neri rappresentano invece il 13,32% degli abitanti mentre i coloured, gruppo maggioritario a Città del Capo, rappresentano il 5,22% dei residenti.
Gli abitanti sono al 65,61% madrelingua inglese e al 22,56% madrelingua afrikaans.

## Amministrazione
Il quartiere è un bastione politico dell'Alleanza democratica (DA) in seno al settantasettesimo  ward, circoscrizione che comprende anche le vicine aree di Vredehoek, Tamboerskloof, Signal Hill, Schotsche Kloof e Gardens (quest'ultima solo parzialmente). Il consigliere municipale del ward è Brandon Golding (DA).